# Imprinting (genetica)
L'imprinting genomico o imprinting genetico indica una modulazione della espressione di una parte del materiale genetico: tale modifica può riguardare l'uno o l'altro dei due corredi parentali. Si tratta di un meccanismo di regolazione genica che riguarda circa un centinaio di geni conosciuti, molti di questi hanno un ruolo rilevante nel differenziamento e nello sviluppo. 
Nella spermatogenesi parliamo di imprinting paterno, mentre nell'ovogenesi di tipo materno. La differente metilazione di un determinato locus genico costituisce una sorta di "impronta", la quale impone l'espressione di uno solo dei due alleli di quel determinato locus genico, ossia quello della madre o quello del padre. 
Alla fecondazione lo zigote perde la metilazione in quasi tutto il genoma; i geni sottoposti ad imprinting vengono esclusi da questo fenomeno, in quanto la metilazione in questo caso è impiegata per segnalare la provenienza parentale del gene. In seguito, prima dell'impianto della blastocisti avviene una prima fase di metilazione. Durante la formazione dei tessuti embrionali si ha una metilazione attiva e durante il differenziamento delle gonadi c'è un pattern di metilazione specifico per lo sviluppo dell'ovaio o del testicolo. Questo processo è detto anche riprogrammazione epigenetica. 
Un errato imprinting genomico rende peculiari alcune malattie che risultano quindi ereditabili solo se la mutazione occorre sul gene paterno o materno in casi rispettivamente di imprinting materno e paterno. A titolo d'esempio bisogna citare la sindrome di Prader-Willi, la sindrome di Angelman e la sindrome di Russel-Silver.
I principali meccanismi sono quello tessuto-specifico (il quale coinvolge delle cellule somatiche, si trasmette stabilmente, metiltransferasi di mantenimento) e quello sviluppo-specifico (gameti, si instaura ex-novo dopo meiosi, metiltransferasi ex novo).

## Origine del termine
Il termine deriva dall'inglese imprint che significa “improntare". La parola "imprinting" è stata usata per la prima volta in biologia da Konrad Zacharias Lorenz sul finire degli anni '30 del '900 per descrivere una peculiare modalità di apprendimento animale durante le prime ore di vita.

## Generalità
L'imprinting, a differenza delle mutazioni che apportano un effettivo cambiamento nella sequenza nucleotidica del DNA, è un fenomeno epigenetico, il quale pur se non modifica la sequenza, ne altera l'espressione genica. Uno dei due alleli di un gene è quindi escluso dall'attivazione in base al sesso del genitore dal quale si è ricevuto il cromosoma in questione.
L'imprinting è di origine materna quando è silenziato l'allele materno, ed espresso l'allele paterno; viceversa è di origine paterna se viene silenziato l'allele paterno ed espresso quello materno. Le modificazioni parentali comprendono la metilazione del DNA e modificazioni post-traduzione degli istoni, creando domini attivi e repressi nelle regioni di imprinting a seconda dell'allele. Tale fenomeno è causato da un'alterazione a livello della cromatina, la metilazione delle citosine, che porta all'alterazione dell'espressione del gene e non ad una variazione della sequenza nucleotidica. La metilazione del DNA è un marker per la distinzione delle due copie del gene altrimenti possibilmente identiche. Lo schema di metilazione è ereditato dopo la replicazione del DNA.
Nei geni sottoposti a imprinting sarà sempre espresso o l'allele materno o quello paterno. Nel caso in cui siano presenti, in un locus regolato attraverso l'imprinting, un allele normale soggetto ad imprinting e un allele mutato, ad esempio per una delezione, non soggetto ad imprinting, l'individuo che possiede questi alleli sarà colpito da un fenotipo patologico. Per lo stesso motivo, una mutazione in un gene che non sarà espresso perché sottoposto a imprinting potrebbe passare inosservata.
Il gene che codifica per il fattore di crescita insulino-simile II (Igf-2) è sottoposto ad imprinting materno e contemporaneamente ad effetto paterno (fa eccezione, la metilazione attiva il gene), il gene H19 è sottoposto invece ad imprinting paterno. Recenti evidenze mostrano un ruolo per opposti pattern di eterocromatina ed eucromatina associati a modificazioni degli istoni sui cromosomi paterni e materni che facilitano l'espressione differente dei geni. La tri-metilazione dell'istone H3 alla lisina 4 (H3K4me3) e la tri-metilazione dell'istone H3 alla lisina 9 (H3K9me3) sono modificazioni che si possono trovare solo sugli istoni che si associano rispettivamente con l'attivazione e la repressione degli alleli nella maggior parte delle ICR. Poiché la metilazione della lisina 9 richiama la proteina HP1, la cromatina risulta compatta.
Un esempio del fenomeno dell'imprinting lo si può trovare sul gene H19. L'imprinting di questo gene è associato al gene Igf2, con il quale ha lo stesso locus genico e degli enhancer comuni. Sull'allele materno l'ICR del gene H19 non viene metilata e serve come elemento di legame con la proteina CTCF (CCCTC binding factor) che inibisce l'interazione degli enhancers con il promotore di Igf2, portando alla repressione del gene Igf2 e l'espressione di H19. Sull'allele paterno, l'impronta di metilazione presente sulla ICR di H19 non permette il legame con la proteina CTCF, questo consente il legame degli enhancers al promotore e l'espressione di Igf2.

## Significato biologico
L'imprinting genomico è un importante meccanismo di regolazione dell'espressione genica nei mammiferi placentati e marsupiali. L'imprinting di interi cromosomi, invece, è stato riportato nelle cocciniglie (genere Pseudococcus) e in moscerini da fungo (Sciara); in particolar modo, nei coccidi, è stata visualizzata la metilazione di interi assetti aploidi, o meglio l'eterocromatiizzazione dei cromosomi paterni, durante la differenziazione in senso maschile. Nei coccidi quindi, l'embrione maschile sarà aploide, da un punto di vista funzionale. Negli embrioni femminili, invece, non è stata riscontrata eterocromatiizzazione. Queste caratteristiche che contraddistinguono i coccidi, sono state tali da permettere di considerare questi organismi come oggetto di molti studi riguardanti gli eventi di metilazione del DNA.
Si è anche visto che l'inattivazione del cromosoma X si verifica con un meccanismo di imprinting nei tessuti extra-embrionali del topo e in tutti i tessuti dei marsupiali; in questi ultimi, in maniera particolare, è il cromosoma X paterno che viene silenziato.
La maggior parte dei geni imprinted nei mammiferi ha un ruolo di controllo della crescita e dello sviluppo embrionale, come dello sviluppo della placenta. Altri geni imprinted sono coinvolti nello sviluppo post-natale.

### Funzioni nelle piante
Un fenomeno simile all'imprinting è stato descritto anche nelle piante cosiddette superiori, con fiori manifesti, ossia nelle angiosperme. Durante la fecondazione della cellula uovo c'è un secondo evento di fecondazione separato che crea l'endosperma, una struttura extra-embrionale che serve a nutrire l'embrione in modo analogo alla placenta dei mammiferi. L'endosperma è spesso formato dalla fusione di due cellule materne con un gamete maschile; questo si traduce in un genoma triploide. Il rapporto irregolare dei genomi materno-paterno, sembra essere fondamentale per lo sviluppo dei semi. Alcuni geni si trovano ad essere espressi da entrambi i genomi materni, mentre altri sono espressi esclusivamente dalla sola copia paterna.

## Dove si trovano i geni che hanno subito l'imprinting?
Nei mammiferi, alcuni geni sottoposti ad imprinting risiedono singolarmente nel genoma, ma la maggior parte sono nei clusters lunghi circa 1 Mb. Questi domini sono presenti sia nel genoma ereditato dalla madre sia in quello paterno; contengono i geni sottoposti ad imprinting con l'aggiunta, spesso, di almeno un lungo tratto di RNA non codificante (ncRNA) lungo circa 100 Kb, deputato alla regolazione l'imprinting dei geni adiacenti. In questi domini, i geni sono coordinati da sequenze di DNA denominate imprinting control regions (ICRs). La delezione delle ICRs provoca la mancanza di imprinting nei geni vicini. Le ICRs sono sottoposte alla metilazione del DNA a livello di un solo allele. Nella maggioranza dei casi le ICRs sono sottoposte alla metilazione del DNA a livello dell'allele materno; sono in numero minore, invece, le ICRs che subiscono metilazione del DNA a livello dell'allele paterno. Le ICR saggiate fino ad oggi, con una sola eccezione, utilizzano de novo DNMT3A e la sua attività è stimolata da DNMT3L, a conferire metilazione del DNA sulle ICR nelle rispettive cellule germinali.L'eccezione è  l'ICR di Rasgrf1, che è metilata nelle cellule germinali maschili e utilizza de novo le DNMT3B (DNA metiltransferasi). La ragione di questa differenza non è chiara.
Consideriamo un dominio sottoposto ad imprinting. Nel cromosoma 7 di topo, è stato individuato il dominio Igf2: Il dominio Igf2 contiene tre geni con imprinting: insulin-like growth factor 2 (Igf2) espresso nel cromosoma di origine paterna, insulin 2 (Ins2) espresso nel cromosoma di origine paterna, l'ncRNA H19 espresso nel cromosoma di origine materna. L'ICR, posizionata tra 2 e 4 Kb a monte rispetto all'inizio della trascrizione di H19, è oggetto di metilazione del DNA nell'allele paterno. La delezione di questa regione porta alla perdita di imprinting sia nel gene H19 che Igf2 sugli alleli materni e paterni; questo significa che essa agisce come una ICR. È stato successivamente dimostrato che ICR lega CTCF, una proteina che media attività isolante al locus b-globina, e che la stessa ICR funziona come un isolatore. 
Un isolante è definito come un elemento che blocca l'interazione tra promotore e enhancer posizionandosi tra di loro.  In questo caso gli enhancer sono condivisi dai 2 geni: H19 e Igf2. Sul allele materno, CTCF si lega al ICR e impedisce l'interazione di Igf2 con gli enhancer, consentendo H19 accesso esclusivo ai promotori. Sull'allele paterno, l'ICR acquisisce metilazione del DNA, impedendo il legame con CTCF. Così, nel cromosoma paterno, il promotore interagisce con gli enhancer e il gene Igf2 si esprime. Anche se è ormai accertato che l'ICR funge da isolatore CTCF-dipendente, la comprensione del meccanismo di isolamento non è ancora del tutto conosciuta.

## La trasmissione genetica con imprinting
Nella formazione dei gameti l'imprinting viene "azzerato" e ricostruito in base al sesso dell'individuo che si sta sviluppando. Durante la spermatogenesi si forma un imprinting paterno, mentre durante l'ovogenesi viene stabilito imprinting materno. La demetilazione generale dovrebbe esserci dopo la fecondazione dell'uovo da parte dello spermatozoo, ma prima della fusione dei pronuclei maschile e femminile. 
Pertanto, considerando il gene H19 (gene ad imprinting paterno) avviene che durante l'ovogenesi i due alleli del gene non saranno metilati in quanto dovranno essere espressi nel futuro zigote, mentre al contrario nella spermatogenesi saranno metilati perché dovranno essere silenziati nello zigote. Gli alleli durante la fecondazione saranno ricombinati in maniera differente rispetto alla prima generazione, avendo questi diversa origine parentale.
Nell'esempio si considera l'imprinting dei geni IGF-2 e H19, i quali hanno un imprinting di segno opposto, lungo due generazioni successive. L'asterisco indica l'allele che è stato oggetto di imprinting.
|       | Cromosoma paterno | Cromosoma paterno | Cromosoma materno | Cromosoma materno |
| ----- | ----------------- | ----------------- | ----------------- | ----------------- |
| Padre | IGF-2             | H19*              | IGF-2*            | H19               |
| Madre | IGF-2             | H19*              | IGF-2*            | H19               |

Nella gametogenesi degli spermatozoi l'imprinting è tolto dall'allele IGF-2* e posto sull'allele H19, degli ovociti l'imprinting è tolto dall'allele H19* e posto sull'allele IGF-2, cosicché il nuovo individuo riceverà IGF-2 e H19* dal cromosoma paterno e IGF2* e H19  dal cromosoma materno.
|             | Cromosoma paterno | Cromosoma paterno | Cromosoma materno | Cromosoma materno |
| ----------- | ----------------- | ----------------- | ----------------- | ----------------- |
| Spermatozoo | IGF-2             | H19*              |                   |                   |
| Ovocita     |                   |                   | IGF-2*            | H19               |
| Zigote      | IGF-2             | H19*              | IGF-2*            | H19               |

Se il figlio è maschio, l'imprinting è rimosso dall'allele IGF-2* e stabilito sull'allele H19, se invece è di sesso femminile l'imprinting è rimosso dall'allele H19* e stabilito sull'allele IGF-2.

## Malattie correlate all'imprinting
Entrambe le sindromi sono causate dalla perdita della espressione di uno o più geni nella regione q11-q13 del cromosoma 15, la quale contiene i geni espressi paternamente (SNRPN e NDN)e il gene espresso maternamente (UBE3A). La mancata espressione dei geni paterni causano la sindrome di Prader-Willi, mentre la perdita del gene espresso dalla madre porta alla sindrome di Angelman. Nel bambino con PWS l'attività di alcuni geni della regione 15q11-q13 del cromosoma 15 materni risulta soppressa per metilazione genica. Gli alleli ereditati dal padre servono per uno sviluppo normale, ma a causa della delezione/rottura avvenuta sul cromosoma paterno questi sono inattivi e abbiamo il fenotipo PSW, ossia ritardo mentale e della crescita, obesità di grado elevato, ipogenitalismo e ipotonia. È possibile che la sindrome di Angelman possa essere provocata dallo stesso meccanismo della PWS, tranne il fatto che nell'AS sono necessari, per uno sviluppo normale, gli alleli ereditati dalla madre. Quindi, gli alleli ereditati dal padre sono inattivi a causa della metilazione dovuta all'imprinting; l'AS è caratterizzata da ritardo mentale e della crescita.
NOEY2 è un gene imprinted espresso per via paterna posizionato sul cromosoma 1 nell'uomo. La mancata espressione di NOEY2 porta ad un aumento del rischio di tumori dell'ovaio e della mammella; nel 41% di questi tumori, la proteina trascritta da NOEY2 non si esprime, questo fatto ci induce a ritenere la sua funzione come quella di gene onco-soppressore . Se una persona eredita entrambi i cromosomi dalla madre il gene non sarà espresso e il soggetto sarà maggiormente propenso per il cancro al seno e all'ovaio.
Altre patologie che coinvolgono l'imprinting sono: la sindrome di Beckwith-Wiedemann, quella di Silver-Russell e pseudoipoparatiroidismo.